# Anselmo Alliegro y Milá
Anselmo Alliegro y Milá (16 mars 1899 - 22 novembre 1961) est un homme politique cubain qui a exercé les fonctions de président par intérim de Cuba pendant une journée (le 1er janvier 1959) après le départ du général Fulgencio Batista du pays.
Il occupe précédemment le poste de président du Sénat cubain de février 1955 au 1er janvier 1959. Il est également premier ministre de Cuba en 1944. Il est maire de la ville de Baracoa, représentant au Congrès de Cuba en 1925, 1940, 1945 ainsi que ministre du Commerce en 1942, ministre de l'Éducation et ministre du Logement.

## Biographie
Alliegro est le fils d'un Italien, Miguel Alliegro Esculpino, et d'une Espagnole, Donatila Milá. Il est marié à Ana Durán avec qui il a un enfant, Anselmo Leon Alliegro Jr. Il a également une fille, Rosa Maria "Polita" Alliegro y Sanchez, issue de son précédent mariage avec Rosa M. Sanchez et d'un beau-fils, Alfredo G. Duran, né du premier mariage de sa femme Anita Duran.